# لیچفیلد پارک
لیتچفیلد پارک (به انگلیسی: Litchfield Park) شهری در شهرستان مریکوپا ایالت آریزونا است که در سرشماری سال ۲۰۱۰ میلادی، ۵٬۴۷۶ نفر جمعیت داشته است. لیتچفیلد پارک، به‌طور رسمی در تاریخ ۱۹۸۷ میلادی به‌عنوان یک شهر شناخته شد.